# ZIL-130
El camión ZIL-130 es un modelo ruso diseñado y desarrollado por la empresa ZIL (en ruso: Завод имени Лихачёва, "Zavod ímeni Lijachova", fábrica  Lijachov) en Rusia. Este modelo sustituyó al modelo anterior Zil-164. Se comercializó entre 1962 y 1994. Fue uno de los camiones más populares de la URSS y Rusia, y se llegaron a producir 3.380.000 unidades. También fue el primer modelo en permitirse pintar en colores blanco o azul, ya que anteriormente todos los camiones ZIL eran de color caqui militar.

## Historia
El prestigio de ZIL estaba destruido por la Segunda Guerra Mundial, sus modelos estaban excesivamente sin terminar y sin los arreglos necesarios. Se necesitaron varios recursos y equipos para cubrir los daños después de la guerra. Después en 1956 los camiones ZIL fueron rediseñados, por lo que la fábrica pudo recuperar su reputación y seguir diseñando prototipos.
La creación del ZIL-130 comenzó en la posguerra, cuando la Unión Soviética necesitaba equipos para necesidades agrícolas. Cuando empezó su fabricación, se había destacado por ser de los primeros camiones en pintarse de color azul y blanco, ya que la gama de ZIL era originalmente para uso exclusivo militar, con su característico color caqui. Este vehículo soviético reemplazó a su predecesor, el ZIL-164. Como producto de la fábrica Lijachov, se produjo en el período de 1962 a 2010. Inicialmente el montaje se llevaba a cabo en Moscú, pero en los años 90 se trasladó la producción a Novouralsk.
Después de una serie de cambios, que afectaron tanto al diseño del camión como a la propia planta, el ZIL-130 se presentó en la feria internacional anual de Leipzig, donde en la que recibió una medalla de oro y los ingenieros del recibieron varios diplomas y reconocimientos. Desde ese momento, el modelo 130 comenzó a ganar mucha popularidad.

## Especificaciones
- Motor:[1]
  - Naftero. Consumo de combustible: 30-40 L/100 km
    - Consumo usual de combustible: 27 L/100 km

  - Potencia: 148 hp a 3000 rpm
  - Peso del vehículo: 4175 kg[2]
    - Capacidad de peso: 6000 kg
    - Peso bruto autorizado: 11 000 kg

  - Peso máximo del remolque: 8 t
  - Velocidad máxima: 90 km/h

## Actualidad
Actualmente en la Rusia moderna se sigue utilizando en varias aplicaciones como grúas, carga y camiones de bomberos. Mientras que en Cuba se únicamente como camión de carga y de transporte, además de su uso original en la agricultura.

## Galería
|                                                                            |
| Los ZIL-130 en Cuba suelen utilizarse como camiones de carga y transporte. |

|                                         |
| Este ejemplar está destinado a pasajes. |